# Nederlandse lithostratigrafie
De gesteenten van de Nederlandse ondergrond kunnen naar hun aard, opeenvolging, verticale en horizontale verbreiding in eenheden onderverdeeld worden. Het kennisgebied wat zich hiermee bezighoudt heet lithostratigrafie wat een discipline is binnen de stratigrafie. Hoewel de opbouw van de ondergrond zich niets van staatsgrenzen aantrekt, is het in de praktijk zo dat ieder land zijn eigen lithostratigrafie heeft. Het kan dus gebeuren dat hetzelfde gesteente in aangrenzende landen een andere naam heeft.

## Huidige lithostratigrafie
| Lithostratigrafie van Nederland en de Noordzee (Boven Noordzee Groep) | Lithostratigrafie van Nederland en de Noordzee (Boven Noordzee Groep) | Lithostratigrafie van Nederland en de Noordzee (Boven Noordzee Groep) | Lithostratigrafie van Nederland en de Noordzee (Boven Noordzee Groep) | Lithostratigrafie van Nederland en de Noordzee (Boven Noordzee Groep) | Lithostratigrafie van Nederland en de Noordzee (Boven Noordzee Groep) | Lithostratigrafie van Nederland en de Noordzee (Boven Noordzee Groep) | Lithostratigrafie van Nederland en de Noordzee (Boven Noordzee Groep) | Lithostratigrafie van Nederland en de Noordzee (Boven Noordzee Groep) | Lithostratigrafie van Nederland en de Noordzee (Boven Noordzee Groep) | Lithostratigrafie van Nederland en de Noordzee (Boven Noordzee Groep) | Lithostratigrafie van Nederland en de Noordzee (Boven Noordzee Groep) | Lithostratigrafie van Nederland en de Noordzee (Boven Noordzee Groep) | Lithostratigrafie van Nederland en de Noordzee (Boven Noordzee Groep) | Lithostratigrafie van Nederland en de Noordzee (Boven Noordzee Groep) |
| --------------------------------------------------------------------- | --------------------------------------------------------------------- | --------------------------------------------------------------------- | --------------------------------------------------------------------- | --------------------------------------------------------------------- | --------------------------------------------------------------------- | --------------------------------------------------------------------- | --------------------------------------------------------------------- | --------------------------------------------------------------------- | --------------------------------------------------------------------- | --------------------------------------------------------------------- | --------------------------------------------------------------------- | --------------------------------------------------------------------- | --------------------------------------------------------------------- | --------------------------------------------------------------------- |
| Marien                                                                | Marien                                                                | Marien                                                                | Marien                                                                | Fluviatiel                                                            | Fluviatiel                                                            | Fluviatiel                                                            | Glacigeen                                                             | Glacigeen                                                             | Eolisch, periglaciaal, lkcaal, sedentaten, etc.                       | Eolisch, periglaciaal, lkcaal, sedentaten, etc.                       | Eolisch, periglaciaal, lkcaal, sedentaten, etc.                       | Eolisch, periglaciaal, lkcaal, sedentaten, etc.                       | Eolisch, periglaciaal, lkcaal, sedentaten, etc.                       | Eolisch, periglaciaal, lkcaal, sedentaten, etc.                       |
| Marien                                                                | Marien                                                                | Marien                                                                | Marien                                                                | Baltisch                                                              | Rijn                                                                  | Maas                                                                  | Glacigeen                                                             | Glacigeen                                                             | Eolisch, periglaciaal, lkcaal, sedentaten, etc.                       | Eolisch, periglaciaal, lkcaal, sedentaten, etc.                       | Eolisch, periglaciaal, lkcaal, sedentaten, etc.                       | Eolisch, periglaciaal, lkcaal, sedentaten, etc.                       | Eolisch, periglaciaal, lkcaal, sedentaten, etc.                       | Eolisch, periglaciaal, lkcaal, sedentaten, etc.                       |
| Urania                                                                | Urania                                                                | Naaldwijk                                                             | Naaldwijk                                                             |                                                                       | Echteld                                                               | Beegden                                                               |                                                                       |                                                                       | Nieuwkoop                                                             | Nieuwkoop                                                             | Nieuwkoop                                                             | Nieuwkoop                                                             |                                                                       |                                                                       |
| Urania                                                                | Urania                                                                |                                                                       |                                                                       |                                                                       | Echteld                                                               | Beegden                                                               |                                                                       |                                                                       | Nieuwkoop                                                             | Nieuwkoop                                                             | Nieuwkoop                                                             | Nieuwkoop                                                             |                                                                       |                                                                       |
|                                                                       |                                                                       |                                                                       |                                                                       | Kreftenheye                                                           | Doggersbank                                                           | Beegden                                                               |                                                                       |                                                                       |                                                                       |                                                                       |                                                                       |                                                                       |                                                                       |                                                                       |
| Onbenoemd                                                             |                                                                       |                                                                       |                                                                       | Kreftenheye                                                           |                                                                       | Beegden                                                               |                                                                       |                                                                       |                                                                       |                                                                       |                                                                       |                                                                       |                                                                       |                                                                       |
|                                                                       |                                                                       |                                                                       |                                                                       | Kreftenheye                                                           | Woudenberg                                                            | Beegden                                                               |                                                                       |                                                                       |                                                                       |                                                                       |                                                                       |                                                                       |                                                                       |                                                                       |
| Eem                                                                   | Eem                                                                   | Eem                                                                   | Eem                                                                   | Kreftenheye                                                           | Boxtel                                                                | Beegden                                                               |                                                                       |                                                                       |                                                                       |                                                                       |                                                                       |                                                                       |                                                                       |                                                                       |
|                                                                       |                                                                       |                                                                       |                                                                       | Kreftenheye                                                           | Drente                                                                | Beegden                                                               |                                                                       |                                                                       |                                                                       |                                                                       |                                                                       |                                                                       |                                                                       |                                                                       |
| Oostermeer                                                            | Oostermeer                                                            | Oostermeer                                                            | Oostermeer                                                            | Urk                                                                   |                                                                       |                                                                       |                                                                       |                                                                       |                                                                       |                                                                       |                                                                       |                                                                       |                                                                       |                                                                       |
|                                                                       |                                                                       |                                                                       |                                                                       | Urk                                                                   |                                                                       |                                                                       |                                                                       |                                                                       |                                                                       |                                                                       |                                                                       |                                                                       |                                                                       |                                                                       |
| Onbenoemd                                                             |                                                                       |                                                                       |                                                                       | Urk                                                                   |                                                                       |                                                                       |                                                                       |                                                                       |                                                                       |                                                                       |                                                                       |                                                                       |                                                                       |                                                                       |
|                                                                       |                                                                       |                                                                       |                                                                       | Urk                                                                   | Peelo                                                                 |                                                                       |                                                                       |                                                                       |                                                                       |                                                                       |                                                                       |                                                                       |                                                                       |                                                                       |
| Noordbergum                                                           |                                                                       |                                                                       |                                                                       | Urk                                                                   |                                                                       |                                                                       |                                                                       |                                                                       |                                                                       |                                                                       |                                                                       |                                                                       |                                                                       |                                                                       |
|                                                                       |                                                                       |                                                                       |                                                                       | Urk                                                                   |                                                                       |                                                                       |                                                                       |                                                                       |                                                                       |                                                                       |                                                                       |                                                                       |                                                                       |                                                                       |
| Onbenoemd                                                             |                                                                       |                                                                       |                                                                       | Urk                                                                   |                                                                       |                                                                       |                                                                       |                                                                       |                                                                       |                                                                       |                                                                       |                                                                       |                                                                       |                                                                       |
|                                                                       |                                                                       |                                                                       |                                                                       | Sterksel                                                              |                                                                       |                                                                       |                                                                       |                                                                       |                                                                       |                                                                       |                                                                       |                                                                       |                                                                       |                                                                       |
| Appelscha                                                             |                                                                       |                                                                       |                                                                       |                                                                       |                                                                       |                                                                       |                                                                       |                                                                       |                                                                       |                                                                       |                                                                       |                                                                       |                                                                       |                                                                       |
| Onbenoemd                                                             |                                                                       |                                                                       |                                                                       |                                                                       |                                                                       |                                                                       |                                                                       |                                                                       |                                                                       |                                                                       |                                                                       |                                                                       |                                                                       |                                                                       |
|                                                                       |                                                                       |                                                                       |                                                                       |                                                                       | Stramproy                                                             |                                                                       |                                                                       |                                                                       |                                                                       |                                                                       |                                                                       |                                                                       |                                                                       |                                                                       |
| Onbenoemd                                                             | Onbenoemd                                                             |                                                                       |                                                                       | Waalre                                                                |                                                                       |                                                                       |                                                                       |                                                                       |                                                                       |                                                                       |                                                                       |                                                                       |                                                                       |                                                                       |
|                                                                       |                                                                       |                                                                       |                                                                       | Waalre                                                                | Peize                                                                 | Hattem                                                                | Hattem                                                                |                                                                       |                                                                       |                                                                       |                                                                       |                                                                       |                                                                       |                                                                       |
| Maassluis                                                             |                                                                       |                                                                       |                                                                       | Waalre                                                                | Peize                                                                 |                                                                       |                                                                       |                                                                       |                                                                       |                                                                       |                                                                       |                                                                       |                                                                       |                                                                       |
|                                                                       |                                                                       |                                                                       |                                                                       | Waalre                                                                | Peize                                                                 |                                                                       |                                                                       |                                                                       |                                                                       |                                                                       |                                                                       |                                                                       |                                                                       |                                                                       |
| Oosterhout                                                            | Oosterhout                                                            | Oosterhout                                                            | Oosterhout                                                            | Kiezeloöliet                                                          | Peize                                                                 |                                                                       |                                                                       |                                                                       |                                                                       |                                                                       |                                                                       |                                                                       |                                                                       |                                                                       |
| Oosterhout                                                            | Oosterhout                                                            | Oosterhout                                                            | Oosterhout                                                            | Kiezeloöliet                                                          | Peize                                                                 | Heyenrath                                                             |                                                                       |                                                                       |                                                                       |                                                                       |                                                                       |                                                                       |                                                                       |                                                                       |
| Oosterhout                                                            | Oosterhout                                                            | Oosterhout                                                            | Oosterhout                                                            | Kiezeloöliet                                                          | Peize                                                                 | Ville                                                                 |                                                                       |                                                                       |                                                                       |                                                                       |                                                                       |                                                                       |                                                                       |                                                                       |
| Breda                                                                 |                                                                       |                                                                       |                                                                       | Kiezeloöliet                                                          | Peize                                                                 |                                                                       |                                                                       |                                                                       |                                                                       |                                                                       |                                                                       |                                                                       |                                                                       |                                                                       |
|                                                                       | Holset                                                                |                                                                       |                                                                       | Kiezeloöliet                                                          |                                                                       |                                                                       |                                                                       |                                                                       |                                                                       |                                                                       |                                                                       |                                                                       |                                                                       |                                                                       |
|                                                                       |                                                                       |                                                                       |                                                                       |                                                                       |                                                                       |                                                                       |                                                                       |                                                                       |                                                                       |                                                                       |                                                                       |                                                                       |                                                                       |                                                                       |
| Veldhoven                                                             |                                                                       |                                                                       |                                                                       |                                                                       |                                                                       |                                                                       |                                                                       |                                                                       |                                                                       |                                                                       |                                                                       |                                                                       |                                                                       |                                                                       |
| Rupel                                                                 |                                                                       |                                                                       |                                                                       |                                                                       |                                                                       |                                                                       |                                                                       |                                                                       |                                                                       |                                                                       |                                                                       |                                                                       |                                                                       |                                                                       |
|                                                                       |                                                                       |                                                                       |                                                                       |                                                                       |                                                                       |                                                                       |                                                                       |                                                                       |                                                                       |                                                                       |                                                                       |                                                                       |                                                                       |                                                                       |
| Tongeren                                                              |                                                                       |                                                                       |                                                                       |                                                                       |                                                                       |                                                                       |                                                                       |                                                                       |                                                                       |                                                                       |                                                                       |                                                                       |                                                                       |                                                                       |
| Dongen                                                                |                                                                       |                                                                       |                                                                       |                                                                       |                                                                       |                                                                       |                                                                       |                                                                       |                                                                       |                                                                       |                                                                       |                                                                       |                                                                       |                                                                       |

## Stratotypen
Voor elke formatie en voor een aantal andere eenheden zijn stratotypen aangewezen. Op deze plaatsen is van de betreffende eenheid een (groot) deel aanwezig. Van elk stratotype bevindt zich een serie grondmonsters in het kernhuis van de Geologische Dienst Nederland van TNO. Elk stratotype is beschreven, doch van slechts een enkele zijn gegevens daadwerkelijk in de vakliteratuur gepubliceerd.
De Lithostratigrafische Nomenclator van de Ondiepe Ondergrond omvat de definities van de lithostratigrafische eenheden die voorkomen in de bovenste honderden meters van de ondergrond van het vasteland van Nederland. Van iedere eenheid worden een uitgebreide beschrijving, een verbreidingskaart en de stratotypes getoond. De tekst beschrijft onder meer de lithologische kenmerken, de boven- en ondergrens van de betreffende lithostratigrafische eenheid en de relatie tot niet meer in gebruik zijnde stratigrafische terminologie.

## Geologische kartering
Op grond van lithostratigrafische eenheden worden geologische kaarten gemaakt. Deze kaarten worden o.a. gebruikt bij inventarisatie en winning van delfstoffen, waaronder ook drinkwater valt.
Na de eerste inventarisaties tijdens de negentiende eeuw zijn er in Nederland twee landelijke geologische karteringen geweest, beide uitgevoerd door de geologische dienst. De eerste vond plaats van de dertiger tot in de vijftiger jaren. Deze kaart staat ook bekend als de 'kaart van Tesch', naar de toenmalige directeur van deze dienst. De tweede vond plaats van de zestiger jaren tot in de negentiger jaren. De lithostratigrafie waarop deze kaarten waren gebaseerd verschilde door toegenomen kennis en gewijzigde inzichten. Beide kaarten zijn in delen (kaartbladen) gepubliceerd en werden niet voltooid. De laatste wijziging van de lithostratigrafie vond plaats in 2003. Gegevens zijn digitaal beschikbaar en kaarten worden niet meer volgens een programma gedrukt.